# Liste des volcans d'Océanie
Ce qui suit est une liste de volcans actifs, endormis et éteints d'Océanie.

## Australie
Métropole
| Nom                   | Altitude | Localisation                  | Dernière éruption            |
| --------------------- | -------- | ----------------------------- | ---------------------------- |
| Lake Bullenmerrie     |          |                               |                              |
| Mont Canobolas        | 1 395 m  |                               | 11 à 13 millions d'années    |
| Mont Eccles           |          |                               |                              |
| Mont Elephant         |          |                               |                              |
| Mont Fox              |          |                               | 100 000 ans                  |
| Mount Gambier         |          |                               |                              |
| Glass House Mountains | 555 m    |                               | environ 26 millions d'années |
| Mont Kooroocheang     |          |                               |                              |
| Mont Macedon          |          |                               |                              |
| Mont Noorat           | 310 m    |                               |                              |
| Mont Napier           | 440 m    |                               | 5290 av. J.-C.               |
| Mont Schank           |          |                               |                              |
| Mont Warning          | 1 157 m  | 28° 23′ 50″ S, 153° 16′ 15″ E | environ 22 millions d'années |
| Mont Warrenheip       |          |                               |                              |
| Mont Warrnambool      |          |                               |                              |
| Tower Hill            |          |                               |                              |

Îles Heard-et-MacDonald
| Nom          | Altitude | Localisation                 | Dernière éruption |
| ------------ | -------- | ---------------------------- | ----------------- |
| Mawson Peak  | 2 745 m  | 53° 06′ 00″ S, 73° 31′ 00″ E | Depuis 2012       |
| Île McDonald | 212 m    | 53° 02′ S, 72° 36′ E         | 10 août 2005      |

Île Lord Howe
| Nom           | Altitude | Localisation          | Dernière éruption     |
| ------------- | -------- | --------------------- | --------------------- |
| Île Lord Howe | 875 m    | 31° 30′ S, 159° 06′ E | 6,9 millions d'années |

Île Norfolk
| Nom         | Altitude | Localisation  | Dernière éruption     |
| ----------- | -------- | ------------- | --------------------- |
| Île Norfolk | 315 m    | 29° S, 168° E | 2,4 millions d'années |

## Fidji
| Nom           | Altitude | Localisation | Dernière éruption |
| ------------- | -------- | ------------ | ----------------- |
| Koro (volcan) |          |              |                   |
| Taveuni       |          |              |                   |

## Nouvelle-Zélande
Île du Nord
| Nom                     | Altitude | Localisation          | Dernière éruption |
| ----------------------- | -------- | --------------------- | ----------------- |
| Auckland Volcanic Field |          |                       |                   |
| Mont Edgecumbe          |          |                       |                   |
| Kawerau                 |          |                       |                   |
| Mount Maunganui         |          |                       |                   |
| Mayor Island            |          |                       |                   |
| Mont Ngauruhoe          | 2 291 m  | 39° 08′ S, 175° 39′ E | 1977              |
| Okataina                |          |                       |                   |
| Rangitoto Island        |          |                       |                   |
| Lac Rotorua             |          |                       |                   |
| Mont Ruapehu            | 2 797 m  | 39° 18′ S, 175° 35′ E | 2007              |
| Mont Taranaki/Egmont    | 2 518 m  |                       | 1854              |
| Mont Tarawera           | 1 111 m  |                       | 1886              |
| Tauhara                 |          |                       |                   |
| Lac Taupo               |          |                       |                   |
| Mont Tongariro          | 1 978 m  |                       | 2012              |
| Waiotapu                |          |                       |                   |
| Whakaari                | 321 m    |                       | Depuis mai 2024   |

Île du Sud
| Nom           | Altitude | Localisation | Dernière éruption |
| ------------- | -------- | ------------ | ----------------- |
| Lyttelton     |          |              |                   |
| Otago Harbour |          |              |                   |

Îles Kermadec
| Nom             | Altitude | Localisation | Dernière éruption |
| --------------- | -------- | ------------ | ----------------- |
| Macauley Island |          |              |                   |
| Monowai seaMont | -132 m   |              | 2012              |
| Île Raoul       | 516 m    |              | 2006              |

Smaller Island groups
| Nom              | Altitude | Localisation | Dernière éruption |
| ---------------- | -------- | ------------ | ----------------- |
| Îles Antipodes   | 366 m    |              |                   |
| Adams Island     |          |              |                   |
| Auckland Islands | 659 m    |              |                   |

## Papouasie-Nouvelle-Guinée
Îles de l'Amirauté
| Nom               | Altitude | Localisation | Dernière éruption |
| ----------------- | -------- | ------------ | ----------------- |
| Baluan            |          |              |                   |
| St. Andrew Strait |          |              |                   |

Îles D'Entrecasteaux
| Nom                 | Altitude | Localisation | Dernière éruption |
| ------------------- | -------- | ------------ | ----------------- |
| Dawson Strait Group |          |              |                   |
| Goodenough          | 2 536 m  |              |                   |
| Iamalele            |          |              |                   |

Nouvelle-Bretagne
| Nom            | Altitude | Localisation | Dernière éruption |
| -------------- | -------- | ------------ | ----------------- |
| Bamus          | 2 248 m  |              | 1886              |
| Bola           | 1 116 m  |              |                   |
| Dakataua       | 408 m    |              | 1895 ± 5 ans      |
| Garove         | 368 m    |              |                   |
| Groupe Garbuna | 1 105 m  |              | 2008              |
| Garua Harbour  | 565 m    |              |                   |
| Hargy          | 1 148 m  |              | 950 (?)           |
| Langila        | 1 330 m  |              | Depuis 2016       |
| Lolo           | 796 m    |              |                   |
| Lolobau        | 858 m    |              | 1912              |
| Mundua         | 179 m    |              |                   |
| Narage         | 307 m    |              |                   |
| Pago           | 724 m    |              | 2012              |
| Rabaul         | 688 m    |              | 2014              |
| Ulawun         | 2 334 m  |              | 2023              |
| Walo           | 610 m    |              |                   |

Nouvelle-Guinée
| Nom                  | Altitude | Localisation | Dernière éruption |
| -------------------- | -------- | ------------ | ----------------- |
| Crater mountain      |          |              |                   |
| Doma Peaks           | 3 568 m  |              |                   |
| Hydrographer's Range | 1 915 m  |              |                   |
| Koranga              | 1 500 m  |              |                   |
| Mont Lamington       | 1 680 m  |              | 1956              |
| Madilogo             | 850 m    |              |                   |
| Managlase Plateau    | 1 342 m  |              |                   |
| Musa River           |          |              |                   |
| Sessagara            | 370 m    |              |                   |
| Victory (volcan)     | 1 925 m  |              | 1935 ± 5 ans      |
| Waiowa               | 640 m    |              | 1944              |
| Yelia                | 3 384 m  |              |                   |

Nouvelle-Irlande
| Nom     | Altitude | Localisation | Dernière éruption |
| ------- | -------- | ------------ | ----------------- |
| Ambitle | 450 m    |              | 350 ± 100 ans     |
| Lihir   | 700 m    |              |                   |

Bougainville
| Nom            | Altitude | Localisation | Dernière éruption |
| -------------- | -------- | ------------ | ----------------- |
| Bagana         | 1 855 m  |              | Depuis 2000       |
| Balbi          | 2 715 m  |              |                   |
| Billy Mitchell | 1 544 m  |              | 1580 ± 20 ans     |
| Loloru         | 1 887 m  |              | 1050 (?)          |
| Takuan Group   | 2 210 m  |              |                   |
| Tore           | 2 200 m  |              |                   |

Îles Offshore
| Nom                  | Altitude | Localisation | Dernière éruption |
| -------------------- | -------- | ------------ | ----------------- |
| Bam (volcan)         | 685 m    |              | 1960              |
| Blup Blup            | 402 m    |              |                   |
| Boisa                | 240 m    |              |                   |
| Kadovar              | 365 m    |              |                   |
| Karkar               | 1 839 m  |              | 2014              |
| Long Island (volcan) | 1 280 m  |              | 1993              |
| Manam                | 1 807 m  |              | Depuis 2014       |
| Île Ritter           | 75 m     |              | 2007              |
| Sakar (volcan)       | 992 m    |              |                   |
| Umboi                | 1 548 m  |              |                   |

## Îles Salomon
| Nom         | Altitude | Localisation | Dernière éruption |
| ----------- | -------- | ------------ | ----------------- |
| Kavachi     | -20 m    |              | Depuis 2020       |
| Nonda       | 760 m    |              |                   |
| Savo Island | 485 m    |              | 1847 (?)          |
| Simbo       | 335 m    |              | 1910 ± 10 ans     |
| Tinakula    | 851 m    |              | Depuis 2018       |

## Polynésie française
| Nom     | Altitude | Localisation | Dernière éruption   |
| ------- | -------- | ------------ | ------------------- |
| Mehetia | 435 m    |              | 1981 (non confirmé) |

## Tonga
| Nom       | Altitude | Localisation          | Dernière éruption |
| --------- | -------- | --------------------- | ----------------- |
| Fonualei  | 180 m    |                       | 1957              |
| Kao       | 1 030 m  |                       |                   |
| Late      | 540 m    |                       | 1854              |
| Niuafo'ou | 260 m    | 15° 36′ S, 175° 38′ O | 1985              |
| Tafahi    | 560 m    |                       |                   |
| Tofua     | 515 m    | 19° 45′ S, 175° 04′ O | 2015              |

## Vanuatu
| Nom            | Altitude | Localisation                  | Dernière éruption    |
| -------------- | -------- | ----------------------------- | -------------------- |
| Ambrym         | 1 334 m  |                               | Depuis 2008          |
| Aneityum       | 852 m    |                               |                      |
| Ambae          | 1 496 m  | 15° 24′ 00″ S, 167° 50′ 00″ E | 2023                 |
| Epi            | 833 m    |                               | 2023                 |
| Mont Gharat    | 797 m    | 14° 16′ 57″ S, 167° 30′ 58″ E | 2022                 |
| Kuwae          | -2 m     | 16° 50′ 43″ S, 168° 31′ 10″ E | 1974                 |
| Lopevi         | 1 413 m  | 16° 30′ 24″ S, 168° 20′ 45″ E | 2017                 |
| Mere Lava      | 883 m    |                               |                      |
| Motlav         | 411 m    |                               |                      |
| North Vate     | 594 m    |                               |                      |
| Suretamatai    | 921 m    |                               | 1966                 |
| Traitor's Head | 917 m    |                               | 1881                 |
| Yasur          | 361 m    | 19° 31′ 42″ S, 169° 26′ 54″ E | Depuis au moins 1774 |

## Samoa
| Nom     | Altitude | Localisation | Dernière éruption |
| ------- | -------- | ------------ | ----------------- |
| Savai'i | 1 858 m  |              | 1911              |
| Upolu   | 1 100 m  |              |                   |

## Wallis-et-Futuna
| Nom           | Altitude | Localisation          | Dernière éruption |
| ------------- | -------- | --------------------- | ----------------- |
| Île de Wallis | 151 m    | 13° 10′ S, 176° 08′ O |                   |